# Zeniško-dobojski kanton
Zeniško-dobojski kanton (bosansko Zeničko-dobojski kanton) je eden od desetih kantonov Federacije Bosne in Hercegovine v Bosni in Hercegovini.
Kanton na jugozahodu in zahodu meji na Osrednjebosanski kanton, na jugu na Kanton Sarajevo, na severovzhodu in vzhodu na Tuzelski kanton ter na severu in vzhodu na Republiko Srbsko. S površino 3343,3 km², ki predstavlja 12,81 % površine Federacije in 6,72 % ozemlja Bosne in Hercegovine, je to tretji največji kanton v Federaciji. S 364 433 prebivalci po podatkih popisa 2013 je tudi tretji najbolj naseljen od kantonov.
H kantonu spadajo mesti Zenica in Visoko ter občine Breza, Doboj-Jug, Kakanj, Maglaj, Olovo, Tešanj, Usora, Vareš, Zavidovići in Žepče.